# Arie de Vroet
Arie de Vroet (ur. 9 listopada 1918 w Oud-Beijerland, zm. 8 września 1999 w Woudenbergu) – piłkarz holenderski grający na pozycji napastnika. W swojej karierze rozegrał 22 mecze w reprezentacji Holandii.

## Kariera klubowa
Swoją karierę piłkarską de Vroet rozpoczął w klubie Feyenoord Rotterdam. Zadebiutował w nim w 1938 roku. W sezonie 1939/1940 wywalczył z Feyenoordem tytuł mistrza Holandii. W Feyenoordzie grał do końca sezonu 1949/1950.
Latem 1950 roku de Vroet przeszedł do Le Havre AC. W 1952 roku ponownie zmienił klub i odszedł do FC Rouen, w którym w 1953 roku zakończył swoją karierę.

## Kariera reprezentacyjna
W reprezentacji Holandii de Vroet zadebiutował 23 października 1938 roku w zremisowanym 2:2 towarzyskim meczu z Danią, rozegranym w Kopenhadze. W 1948 roku był w kadrze Holandii na igrzyska olimpijskie w Londynie. Od 1938 do 1949 roku rozegrał w kadrze narodowej 22 mecze.

## Kariera trenerska
Po zakończeniu kariery piłkarskiej de Vroet został trenerem. Prowadził takie kluby jak: Be Quick 1887, Velocitas Groningen, SVV Schiedam, Sc Heerenveen, Le Havre AC i DOS Utrecht.